# Sternarchorhynchus gnomus
Sternarchorhynchus gnomus és una espècie de peix pertanyent a la família dels apteronòtids.

## Descripció
- El mascle pot arribar a fer 15,2 cm de llargària màxima i la femella 13,35.
- 159-177 radis tous a l'aleta anal.
- Musell força corbat.
- Aletes anal i pectorals translúcides sense vores fosques.[2][3]

## Alimentació
Menja insectes (com ara, quironòmids, tricòpters i efemeròpters).

## Hàbitat
És un peix d'aigua dolça, bentopelàgic i de clima tropical.

## Distribució geogràfica
Es troba a Sud-amèrica: curs inferior del riu Caroni (Veneçuela).

## Observacions
És inofensiu per als humans.